# Liste der Biografien/Salm
Liste der Biografien |
Portal Biografien |
Personensuche
# |
A |
B |
C |
D |
E |
F |
G |
H |
I |
J |
K |
L |
M |
N |
O |
P |
Q |
R |
S |
T |
U |
V |
W |
X |
Y |
Z |
?
 
Sa |
Sb |
Sc |
Sd |
Se |
Sf |
Sg |
Sh |
Si |
Sj |
Sk |
Sl |
Sm |
Sn |
So |
Sp |
Sq |
Sr |
Ss |
St |
Su |
Sv |
Sw |
Sy |
Sz
 
Saa |
Sab |
Sac |
Sad |
Sae |
Saf |
Sag |
Sah |
Sai |
Saj |
Sak |
Sal |
Sam |
San |
Sao |
Sap |
Saq |
Sar |
Sas |
Sat |
Sau |
Sav |
Saw |
Sax |
Say |
Saz
 
Sala |
Salb |
Salc |
Sald |
Sale |
Salf |
Salg |
Salh |
Sali |
Salj |
Salk |
Sall |
Salm |
Saln |
Salo |
Salp |
Salq |
Sals |
Salt |
Salu |
Salv |
Salw |
Saly |
Salz
Die Liste der Biografien führt alle Personen auf, die in der deutschsprachigen Wikipedia einen Artikel haben. Dieses ist eine Teilliste mit 233 Einträgen von Personen, deren Namen mit den Buchstaben „Salm“ beginnt.

## Salm
- Salm, Albert (1882–1950), deutscher Politiker (SPD)
- Salm, Andreas (* 1957), deutscher Klarinettist und Komponist
- Salm, Andrew (* 1979), jamaikanischer Skirennläufer
- Salm, Anton von, deutscher Graf, Präsident des Reichskammergerichtes, letzter Abt des Klosters Hornbach
- Salm, Carl (1888–1938), deutscher Schriftsteller
- Salm, Caroline (* 1987), deutsche Fußballspielerin
- Salm, Christian Altgraf zu (1906–1973), deutscher Kunsthistoriker
- Salm, Christiane zu (* 1966), deutsche MedienunternehmerinChristiane zu Salm (* 1966)

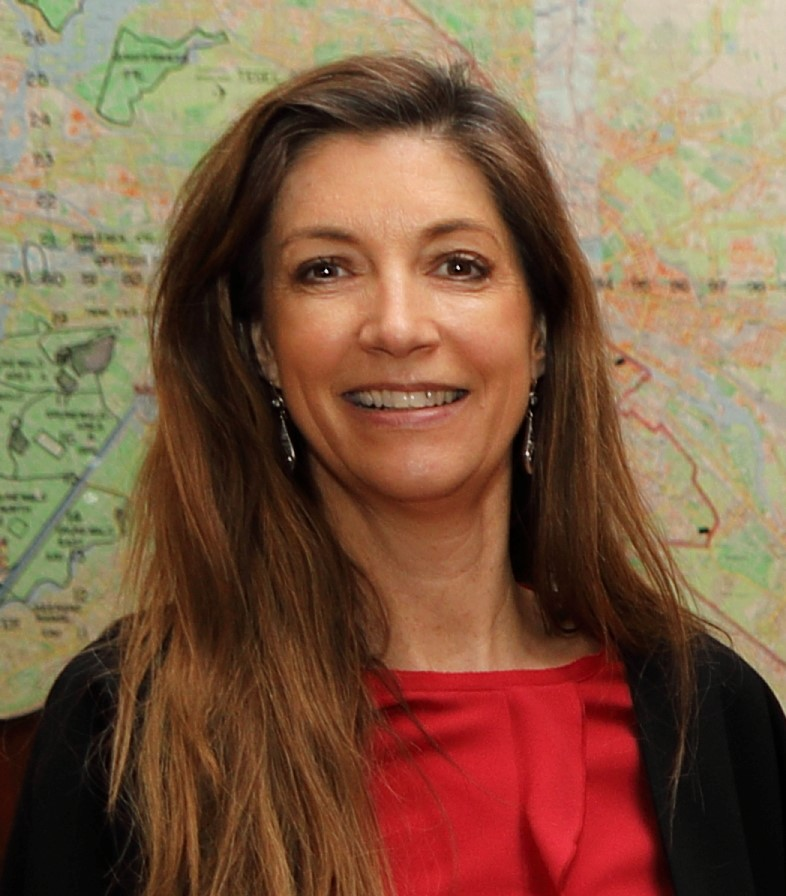
Christiane zu Salm (* 1966)

- Salm, Christine von (1575–1627), deutsche Adelige, durch Heirat mit Franz von Lothringen Gräfin von Vaudémont sowie Herzogin von Lothringen und Bar
- Salm, Christopher (* 1994), deutscher Politiker (CDU)
- Salm, Emil (1878–1938), deutscher Bildhauer
- Salm, Friedrich Magnus zu (1606–1673), Wild- und Rheingraf aus dem Adelsgeschlecht Salm, Generalleutnant der Kavallerie in der Armee der Republik der Sieben Vereinigten Provinzen und Gouverneur von Sluis und Maastricht
- Salm, Fritz (1913–1985), deutscher Politiker (KPD, DKP), MdL
- Salm, João Francisco (* 1952), brasilianischer Geistlicher, römisch-katholischer Bischof von Novo Hamburgo
- Salm, Jost (* 1962), deutscher Chorleiter
- Salm, Karl Florentin zu (1638–1676), Infanteriegeneral und Gesandter der Republik der Sieben Vereinigten Provinzen
- Salm, Karl Theodor Otto zu (1645–1710), Fürst zu Salm, kaiserlicher Feldmarschall und Obersthofmeister
- Salm, Leopold Philipp Karl zu († 1663), Wild- und Rheingraf und Fürst aus der Linie Salm-Neufville
- Salm, Ludwig Otto zu (1674–1738), deutscher Reichsfürst
- Salm, Ludwig von (1885–1944), österreichischer Tennisspieler
- Salm, Ludwig zu (1618–1636), deutscher Reichsfürst, ein Wild- und Rheingraf und der 2. Fürst zu Fürstentum Salm#Fürstentum Salm bzw
- Salm, Martin (1955–2015), deutscher Manager, Vorstandsvorsitzender der Stiftung „Erinnerung, Verantwortung und Zukunft“
- Salm, Niklas von (1459–1530), Feldherr der RenaissanceNiklas von Salm (1459–1530)

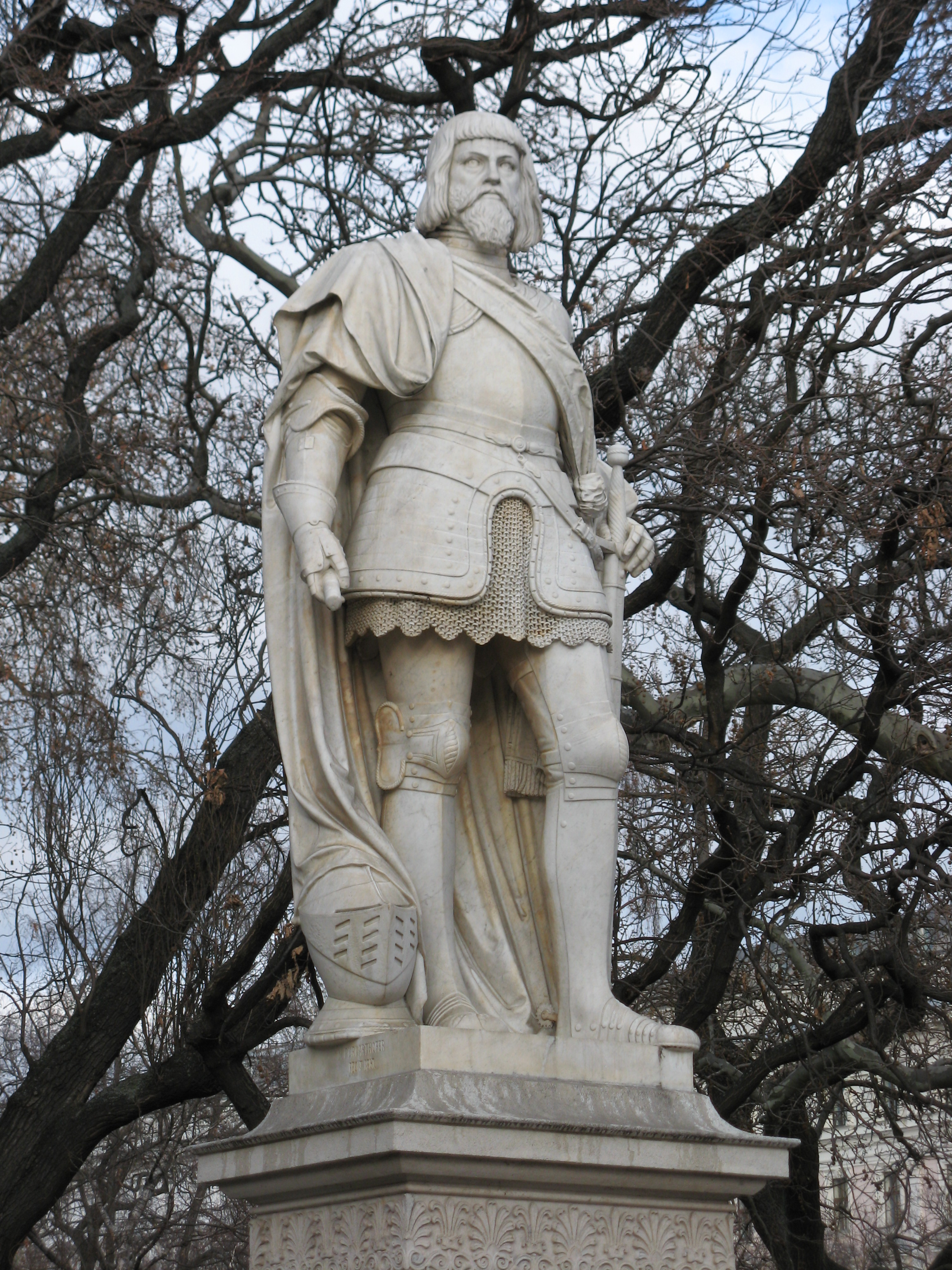
Niklas von Salm (1459–1530)

- Salm, Nikolaus (1809–1883), deutscher Maler, Zeichner und Illustrator sowie Zeichenlehrer
- Salm, Peter (1892–1981), deutscher Architekt und Denkmalpfleger
- Salm, Philipp Otto zu (1575–1634), Fürst zu Salm
- Salm, Rebekka (* 1979), Schweizer Schriftstellerin
- Salm, Roland (* 1951), Schweizer Radsportler
- Salm, Wolfgang von († 1555), Bischof von Passau
- Salm-Grumbach, Johann Friedrich von (1743–1819), Mitglied des Adelsgeschlechts der Wild- und Rheingrafen aus der Linie Salm-Grumbach
- Salm-Grumbach, Juliane von, deutsche Adelige, deren kurze Ehe einen Skandal auslöste
- Salm-Horstmar, Eduard zu (1841–1923), deutscher Großgrundbesitzer, preußischer General der Kavallerie, Sportfunktionär
- Salm-Horstmar, Karl zu (1830–1909), deutscher Prinz
- Salm-Horstmar, Otto I. zu (1833–1892), deutscher Standesherr und Politiker
- Salm-Horstmar, Otto II. zu (1867–1941), deutscher Standesherr und rechter Politiker
- Salm-Kyrburg, Cécile-Rosalie zu (1783–1866), Rheingräfin und Fürstin zu Salm-Kyrburg
- Salm-Kyrburg, Johann Dominik zu (1708–1778), 1. Fürst von Salm-Kyrburg, Reichsfürst im Heiligen Römischen Reich
- Salm-Kyrburg, Moritz zu (1761–1813), Regent im Fürstentum Salm
- Salm-Kyrburg, Philipp Joseph zu (1709–1779), 2. Fürst von Salm-Kyrburg und Reichsfürst im Heiligen Römischen Reich
- Salm-Kyrburg-Mörchingen, Otto Ludwig von (1597–1634), schwedischer General im Dreißigjährigen Krieg
- Salm-Neuburg, Nikolaus III. von (1503–1550), österreichischer Diplomat, Geheimer Rat, Oberkämmerer, Feldhauptmann und Statthalter in Ungarn
- Salm-Reifferscheidt, Alfred zu (1863–1924), deutscher Standesherr und Politiker, MdR
- Salm-Reifferscheidt, Anna Salome von (1622–1688), Äbtissin des Frauenstifts Essen
- Salm-Reifferscheidt, Anton von (1720–1769), Erzieher des späteren Kaisers Joseph II., Oberstkämmerer
- Salm-Reifferscheidt, Franz Wilhelm zu (1772–1831), Fürst und Standesherr zu Krautheim und preußischer Generalmajor
- Salm-Reifferscheidt, Franz Xaver II. von (1749–1822), Fürstbischof von Gurk, KardinalFranz II. Xaver von Salm-Reifferscheidt (1749–1822)

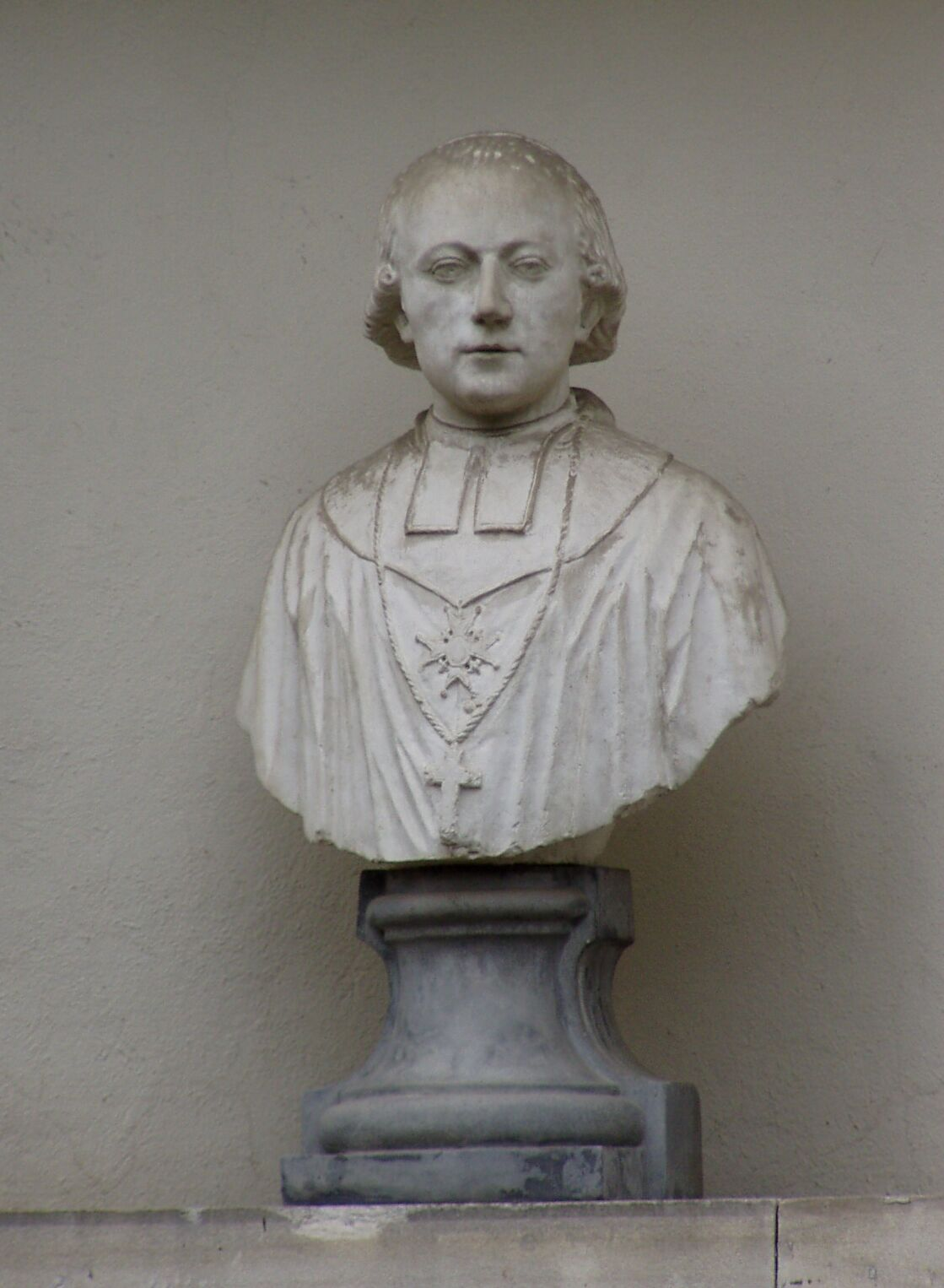
Franz II. Xaver von Salm-Reifferscheidt (1749–1822)

- Salm-Reifferscheidt, Hugo Franz zu (1776–1836), Industrieller und Naturforscher
- Salm-Reifferscheidt, Hugo Karl Eduard zu (1803–1888), österreichischer Unternehmer und Politiker
- Salm-Reifferscheidt, Johanna zu (1780–1857), böhmische Adelige und Malerin
- Salm-Reifferscheidt, Konstantin zu (1798–1856), großherzoglich badischer Offizier, Fürst und Standesherr von Salm-Krautheim
- Salm-Reifferscheidt-Bedburg, Josepha Maria Anna Antonia Nepomucena von (1731–1796), Äbtissin in den Stiften Elten und Vreden
- Salm-Reifferscheidt-Dyck, Alfred zu (1811–1888), preußischer Kronbeamter und Parlamentarier aus der Familie Salm-Reifferscheidt
- Salm-Reifferscheidt-Dyck, Constance zu (1767–1845), französische Dichterin und Schriftstellerin
- Salm-Reifferscheidt-Dyck, Franz Johann Wilhelm von (1714–1775), regierender Graf von Salm-Reifferscheidt-Dyck
- Salm-Reifferscheidt-Dyck, Franz zu (1899–1958), deutscher Unternehmer, Statthalter des Ritterorden vom Heiligen Grab zu Jerusalem
- Salm-Reifferscheidt-Dyck, Joseph zu (1773–1861), deutscher Privatgelehrter und Verfasser botanischer Werke
- Salm-Reifferscheidt-Raitz, Hugo Karl zu (1832–1890), österreichisch-mährischer Großgrundbesitzer, Politiker und Industrieller
- Salm-Salm, Agnes zu (1844–1912), US-amerikanische Zirkusreiterin, Schauspielerin, KrankenschwesterAgnes zu Salm-Salm (1844–1912)

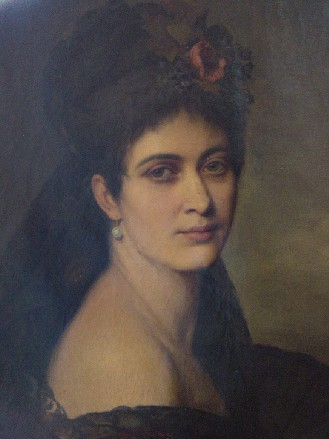
Agnes zu Salm-Salm (1844–1912)

- Salm-Salm, Alfred Konstantin zu (1814–1886), Standesherr und Politiker
- Salm-Salm, Alfred zu (1846–1923), Fürst zu Salm-Salm (1846 bis 1923)
- Salm-Salm, Carl Philipp zu (1933–2024), deutscher Adelsnachkomme, Chef des ehemaligen Fürstenhauses Salm-Salm
- Salm-Salm, Emanuel Prinz zu (* 1961), deutscher Jurist
- Salm-Salm, Emanuel zu (1871–1916), Erbprinz zu Salm-Salm (1871–1916)
- Salm-Salm, Felix zu (1828–1870), preußischer Major, US-amerikanischer und mexikanischer Oberst
- Salm-Salm, Flaminia zu (1795–1840), Adlige
- Salm-Salm, Florentin zu (1786–1846), Fürst zu Salm-Salm
- Salm-Salm, Leopold zu (1838–1908), deutscher Zoologe und Dendrologe sowie sechster Fürst zu Salm-Salm (1886–1908)
- Salm-Salm, Michael zu (* 1953), deutscher Unternehmer
- Salm-Salm, Nikolaus Leopold Heinrich zu (1906–1988), deutscher Adeliger
- Salm-Salm, Wilhelm Florentin von (1745–1810), Bischof von Tournai und Erzbischof von Prag

### Salma
- Salma (* 1972), indische Autorin
- Salma al-Shehab (* 1988), saudi-arabische politische Gefangene
- Salmān al-ʿAuda (* 1956), saudischer Islam-Gelehrter und Prediger
- Salmān al-Fārisī, Prophetengefährte Mohammeds
- Salman ibn Abd al-Aziz (* 1935), saudi-arabischer Adeliger, König von Saudi-ArabienSalman ibn Abd al-Aziz (* 1935)

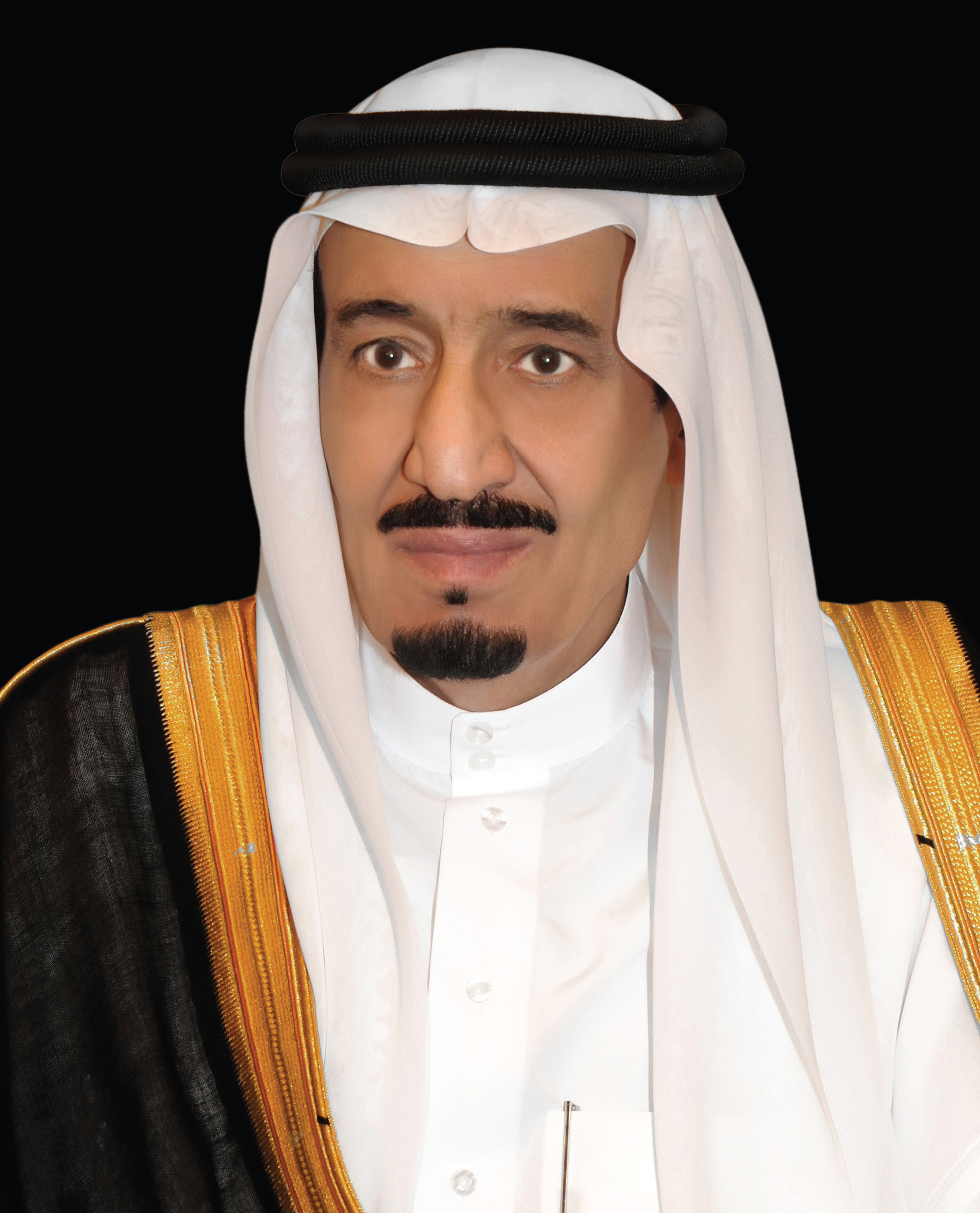
Salman ibn Abd al-Aziz (* 1935)

- Salman, Abdul Karim (1965–2020), irakischer Fußballspieler und -trainer
- Salman, Ahmed Ali (* 1913), pakistanischer Diplomat
- Salman, Bayan (* 1961), kurdischsprachige Schriftstellerin, Dichterin und Übersetzerin
- Salman, Diana Marian (* 1993), rumänische Biathletin
- Salman, İlyas (* 1949), türkischer Schauspieler, Filmregisseur, Sänger und Autorİlyas Salman (* 1949)

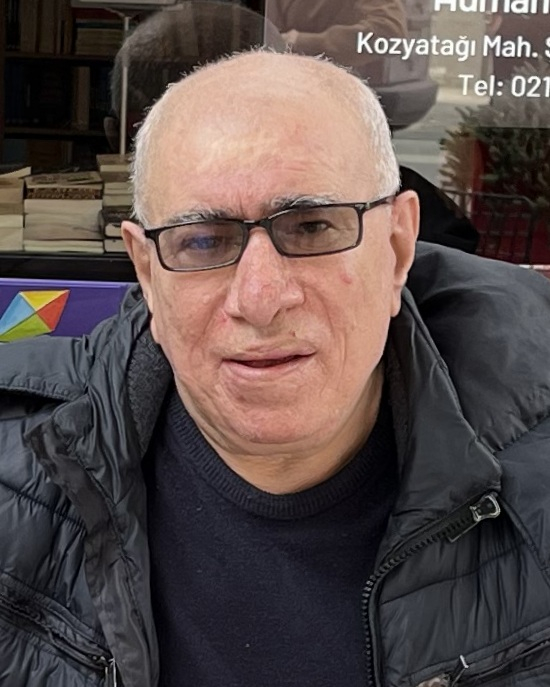
İlyas Salman (* 1949)

- Salman, Khalid (* 1962), katarischer Fußballspieler
- Salman, Lilya İrem (* 1999), türkische Schauspielerin
- Salman, Otto (1908–1970), deutscher Korvettenkapitän der Kriegsmarine und Verlagsleiter einer Tageszeitung
- Salman, Paolo (1886–1948), syrischer Geistlicher, Erzbischof von Petra und Philadelphia
- Salman, Ramazan (* 1960), deutscher Sozialwissenschaftler und Medizinsoziologe
- Salman, Schneur (1745–1812), Begründer der chassidischen Chabad-Lubawitsch-Bewegung
- Salman, Tarek (* 1997), katarischer Fußballspieler
- Salman, Tuncer (* 1965), türkischer Schauspieler
- Salman, Yusuf (1888–1960), türkischer Politiker
- Salman-Rath, Claudia (* 1986), deutsche Siebenkämpferin
- Salmang, Hermann (1890–1962), deutscher Chemiker und Hüttenkundler
- Salmann Cleman, Bischof von Worms
- Salmann, Elmar (* 1948), deutscher Benediktiner, Theologieprofessor
- Salmanova, Sona (* 1956), aserbaidschanische Richterin
- Salmanow, Farman (1931–2007), sowjetisch-russischer Geologe
- Salmanow, Wadim Nikolajewitsch (1912–1978), russischer Komponist
- Salmansweiler, Konrad von († 1344), Bischof von Gurk
- Salmānu-ašarēd I., König von Assyrien
- Salmānu-ašarēd II., assyrischer König
- Salmānu-ašarēd III., König von AssyrienSalmānu-ašarēd III.

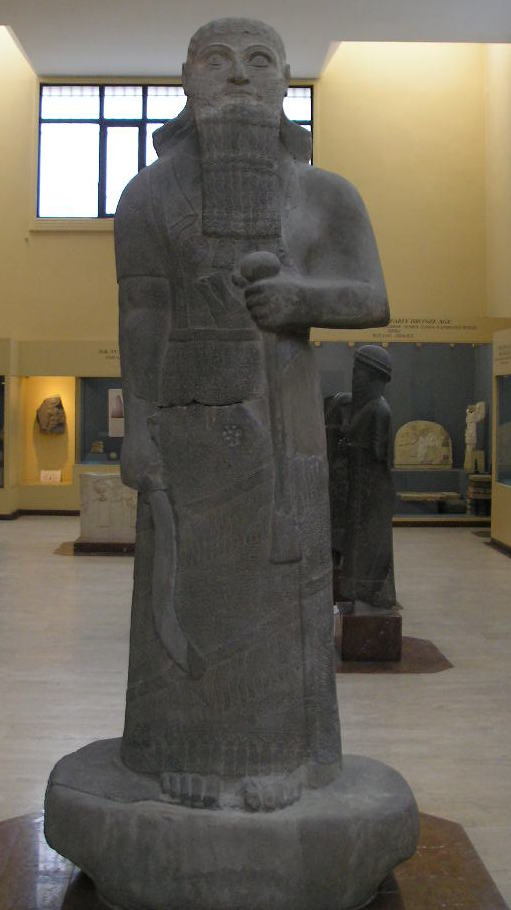
Salmānu-ašarēd III.

- Salmānu-ašarēd IV., König von Assyrien
- Salmānu-ašarēd V. († 721 v. Chr.), assyrischer König
- Salmanus, asturischer Einsiedler und Missionar
- Salmasi, Mohammad Jafar (1918–2000), iranischer Gewichtheber
- Salmasius, Claudius (1588–1653), französischer Altphilologe und Universalgelehrter
- Salmaso, Mônica (* 1971), brasilianische Sängerin und Komponistin
- Salmayer, Ferenc (1946–2024), deutscher Tänzer, Choreograf und künstlerischer Leiter des Deutschen Fernsehballetts des MDR
- Salmaz, Okan (* 1992), türkischer Fußballspieler

### Salme
- Salme, Jean-Baptiste (1766–1811), französischer General
- Salme, Thomas (* 1969), schwedischer Pilot
- Salmeen, Ali (* 1995), Fußballspieler aus den Vereinigten Arabischen Emiraten
- Salmeen, Annette (* 1974), amerikanische Biochemikerin, ehemalige Rhodes Scholar und Goldmedaillengewinnerin bei den Olympischen Spielen 1996
- Salmeen, Hassan Aman (* 1991), katarischer Leichtathlet
- Salmeggia, Enea († 1626), italienischer Maler der Renaissance
- Salmela, Alexandra (* 1980), slowakische Schriftstellerin
- Salmela, Anssi (* 1984), finnischer Eishockeyspieler
- Salmela, Jukka (* 1958), finnischer Eisschnellläufer
- Salmela, Kara Hermanson (* 1972), US-amerikanische Biathletin
- Salmelainen, Tony (* 1981), finnischer Eishockeyspieler
- Salmen, Andreas (1962–1992), deutscher LGBT-Aktivist
- Salmen, Patrick (* 1985), deutscher Autor, Slam-Poet und Kabarettist
- Salmén, Tiina (* 1984), finnische Fußballspielerin
- Salmen, Walter (1926–2013), deutscher Musikwissenschaftler
- Salmenhaara, Erkki (1941–2002), finnischer Komponist und Musikwissenschaftler
- Salmenkylä, Juhani (1932–2022), finnischer Orientierungsläufer und Basketballspieler
- Salmerón, Alfonso (1515–1585), spanischer Jesuit, Prediger und Theologe
- Salmeron, Miquel B., spanisch-US-amerikanischer Physiker
- Salmerón, Nicolás (1838–1908), spanischer Politiker und Universitätsdozent

### Salmh
- Salmhofer, Franz (1900–1975), österreichischer Komponist, Dirigent und Dichter
- Salmhofer, Manfred (* 1964), österreichischer Physiker

### Salmi
- Salmi, Albert (1927–1990), US-amerikanischer Film- und Theaterschauspieler
- Salmi, Iina (* 1994), finnische Fußballspielerin
- Salmi, Ilkka (* 1956), finnischer Fernschachspieler
- Salmi, Ilkka (* 1968), finnischer Sicherheitsbeamter
- Salmi, Janne (* 1969), finnischer Orientierungsläufer
- Salmi, Mario (1889–1980), italienischer Kunsthistoriker
- Salmi, Samuel (* 1951), finnischer Geistlicher und Bischof
- Salmi, Sulo (1914–1984), finnischer Kunstturner
- Salmi, Vexi (1942–2020), finnischer Lyriker und Songschreiber
- Salmier, Yoann (* 1992), französisch-guyanisch-französischer Fußballspieler
- Salmikivi, Ville (* 1992), finnischer Fußballspieler
- Salminen, Esko (* 1940), finnischer Schauspieler
- Salminen, Heidi (* 2003), finnische Hürdenläuferin
- Salminen, Ilmari (1902–1986), finnischer Langstreckenläufer
- Salminen, Juha (* 1976), mehrfacher Enduro-Weltmeister
- Salminen, Kreeta (* 1984), finnische Schauspielerin
- Salminen, Krisse (* 1976), finnische Komikerin und Moderatorin
- Salminen, Kristo (* 1972), finnischer Schauspieler
- Salminen, Markku (1946–2004), finnischer Orientierungs- und Langstreckenläufer
- Salminen, Matti (* 1945), finnischer Opernsänger (Bass)Matti Salminen (* 1945)

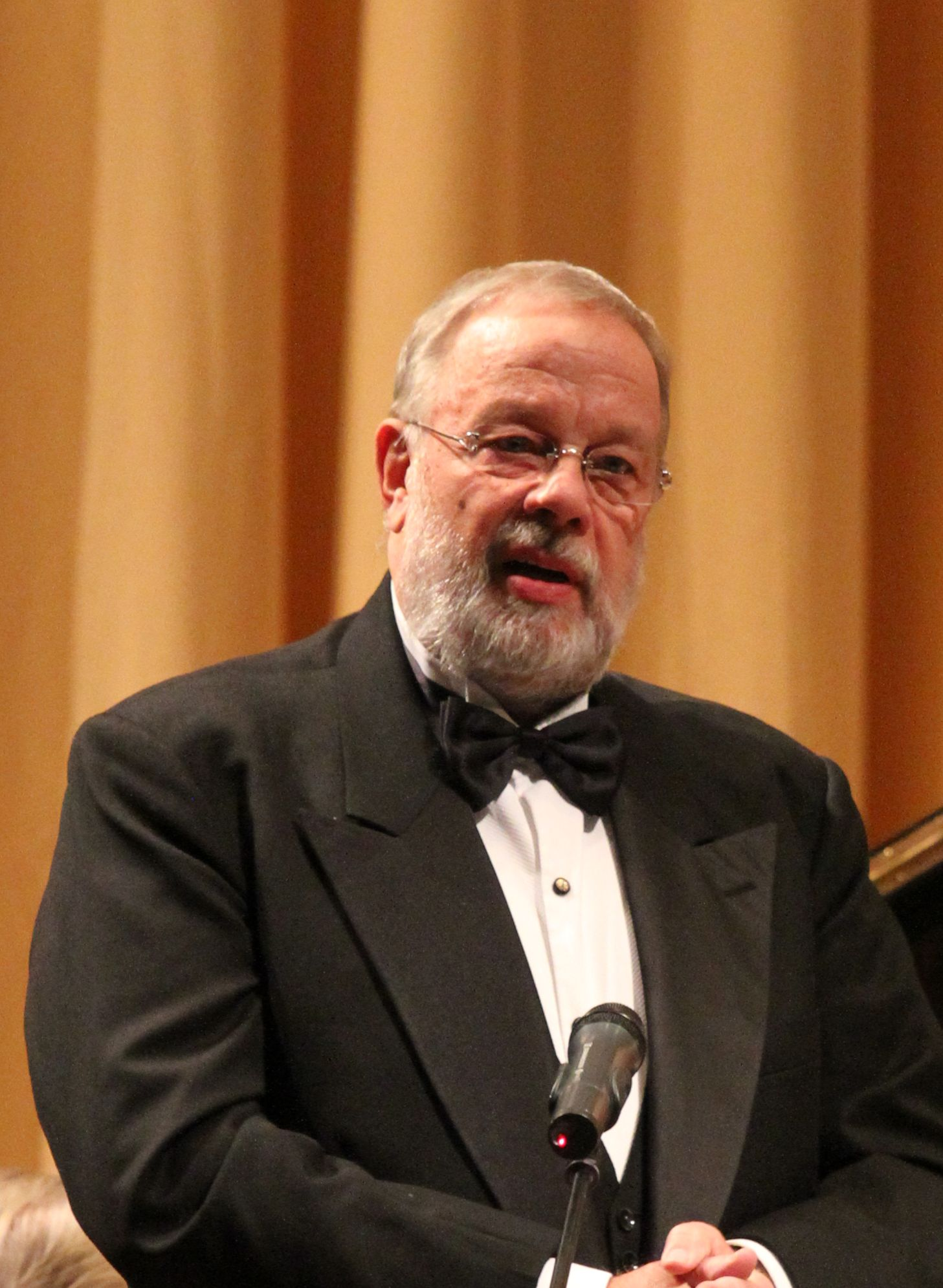
Matti Salminen (* 1945)

- Salminen, Max (* 1988), schwedischer Segler
- Salminen, Pekka (1937–2024), finnischer Architekt
- Salminen, Pekka (* 1981), finnischer Skispringer
- Salminen, Sakari (* 1988), finnischer Eishockeyspieler
- Salminen, Sally (1906–1976), finnische Autorin
- Salminen, Sarianna (* 1964), finnische Opernsängerin (Sopran) und Schauspielerin
- Salminen, Senni (* 1996), finnische Leichtathletin
- Salminen, Simo (1956–2014), finnischer Jazztrompeter (auch Flügelhorn)
- Salminen, Timo (* 1952), finnischer Kameramann
- Salminen, Veikko (* 1945), finnischer Pentathlet und Fechter
- Salming, Bianca (* 1998), schwedische Siebenkämpferin
- Salming, Börje (1951–2022), schwedischer EishockeyspielerBörje Salming (1951–2022)

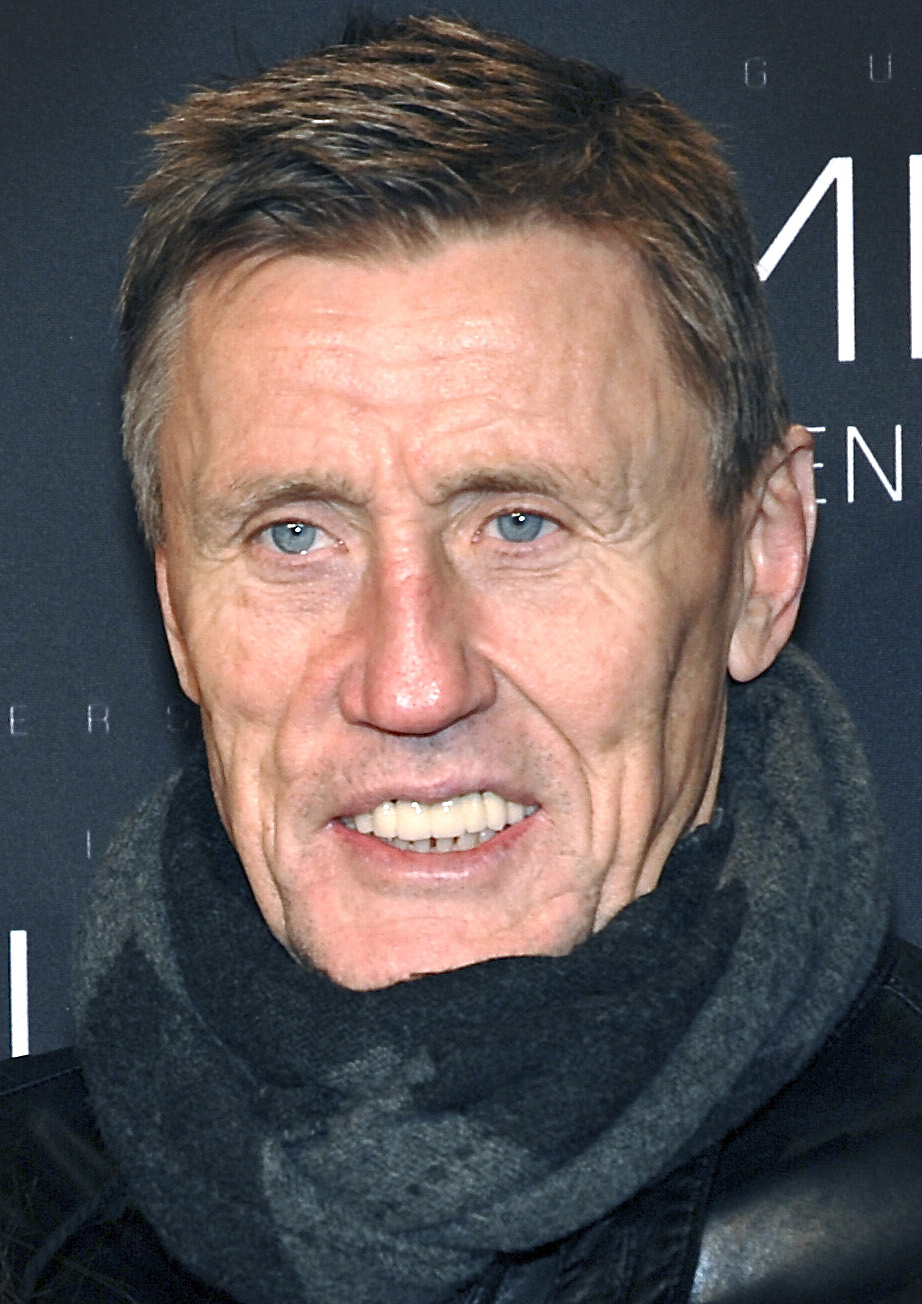
Börje Salming (1951–2022)

- Salminger, Josef (1903–1943), deutscher Militär, Oberst der Gebirgstruppe der Wehrmacht
- Salminger, Sigmund, Anhänger der Täuferbewegung, Autor, Kirchenlieddichter
- Salmini, Vittorio (1832–1881), italienischer Dichter
- Salmins, Ralph (* 1964), klassischer und Jazzmusiker (Schlagzeug)
- Salmivirta, Ilpo (* 1983), finnischer Eishockeyspieler

### Salmo
- Salmo (* 1984), italienischer Rapper
- Salmon, Vater des Boas, Vorfahre König Davids
- Salmon Macrin, Jean (1490–1557), neulateinischer Dichter französischer Herkunft
- Salmon, Alexander (1819–1866), britischer Kaufmann
- Salmon, André (1881–1969), französischer Schriftsteller und Kunstkritiker
- Salmon, Benoît (* 1974), französischer Radrennfahrer
- Salmon, Colin (* 1962), britischer SchauspielerColin Salmon (* 1962)

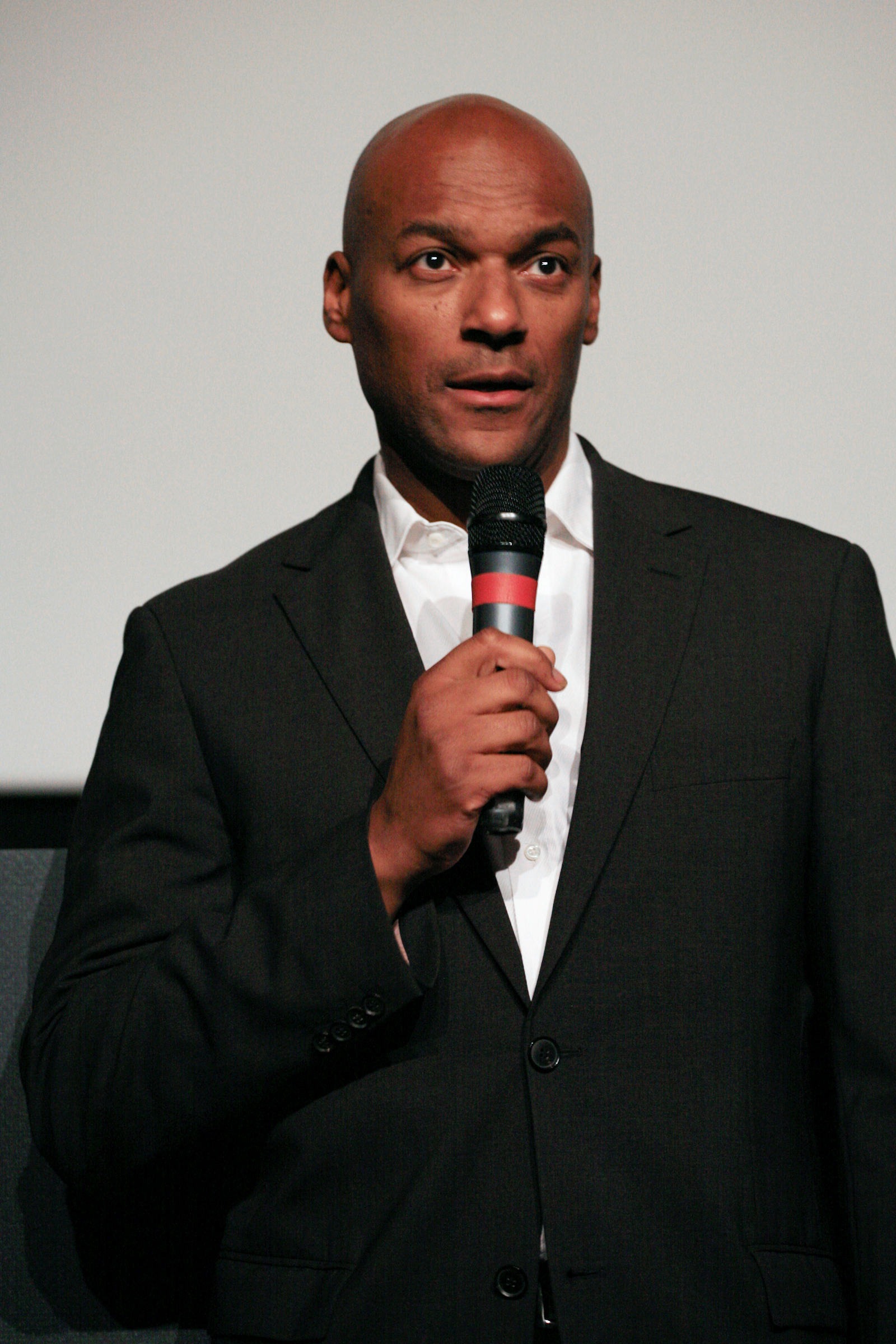
Colin Salmon (* 1962)

- Salmon, Cyril, Baron Salmon (1903–1991), britischer Richter
- Salmon, Daniel (1940–2017), französischer Radrennfahrer
- Salmon, Daniel Elmer (1850–1914), US-amerikanischer Tierarzt
- Salmón, Elizabeth (* 1966), peruanische Juristin und Menschenrechtsexpertin
- Salmon, Françoise (1917–2014), französische Bildhauerin
- Salmon, Frank (* 1962), britischer Architekturhistoriker und Hochschullehrer
- Salmon, Gaston (1878–1917), belgischer Fechter und Olympiasieger
- Salmon, George (1819–1904), irischer Mathematiker und Theologe
- Salmon, Gilly (* 1949), australische Pädagogin
- Salmon, Isidore (1876–1941), britischer Geschäftsmann und Politiker (Conservative Party)
- Salmon, James junor (1873–1924), schottischer Architekt
- Salmon, John († 1325), englischer Ordensgeistlicher, Diplomat und Minister
- Salmon, Joshua S. (1846–1902), US-amerikanischer Politiker
- Salmon, Karel (1897–1974), israelischer Sänger und Komponist deutscher Herkunft
- Salmon, Lucy Maynard (1853–1927), amerikanische Historikerin und Hochschullehrerin
- Salmon, Martin (* 1997), deutscher Radrennfahrer
- Salmon, Matt (* 1958), US-amerikanischer Politiker
- Salmon, Mike (1933–2016), britischer Autorennfahrer
- Salmon, Mike (* 1964), englischer Fußballtorhüter
- Salmon, Naomi Tereza (* 1965), israelische Fotografin und Künstlerin
- Salmon, Robert (* 1775), britischer Maler
- Salmon, Shiann (* 1999), jamaikanische Hürdenläuferin
- Salmon, Thomas M. (* 1963), US-amerikanischer Politiker, State Auditor von Vermont
- Salmon, Thomas P. (1932–2025), US-amerikanischer Politiker
- Salmon, Wesley C. (1925–2001), US-amerikanischer Philosoph
- Salmon, William Charles (1868–1925), US-amerikanischer Politiker
- Salmona, Rogelio (1927–2007), kolumbianischer Architekt
- Salmond, Alex (1954–2024), schottischer Politiker (SNP), Mitglied des House of CommonsAlex Salmond (1954–2024)

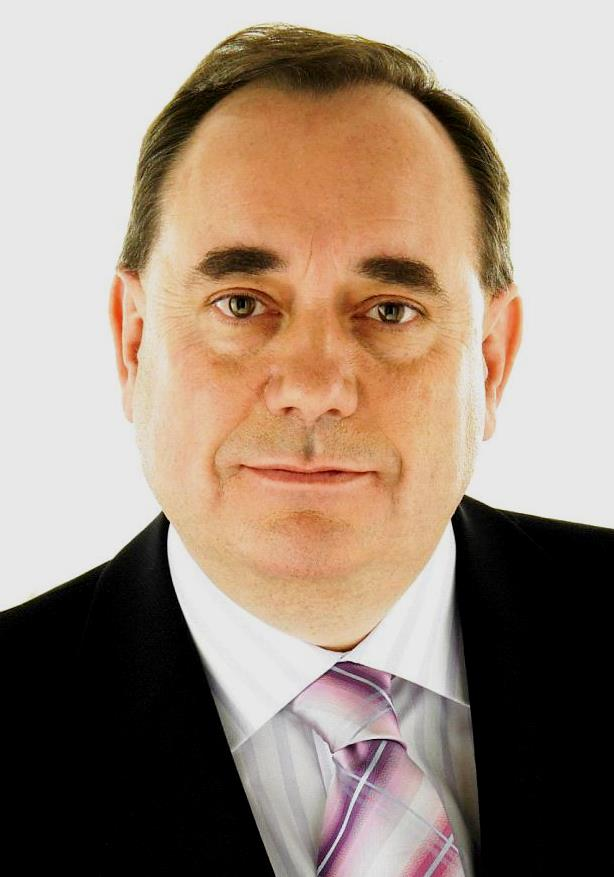
Alex Salmond (1954–2024)

- Salmond, Anne (* 1945), neuseeländische Anthropologin, Umweltschützerin und Schriftstellerin
- Salmond, Chris (* 1947), britische Sprinterin
- Salmond, Felix (1888–1952), englischer Cellist
- Salmond, Gary (* 1947), kanadischer Hammerwerfer
- Salmond, Geoffrey (1878–1933), britischer Luftwaffenbefehlshaber
- Salmond, George (* 1969), schottischer Cricketspieler und Fußballschiedsrichter
- Salmond, John (1881–1968), britischer Luftwaffenbefehlshaber
- Salmonova, Lyda (1889–1968), tschechische Schauspielerin
- Salmons, John (* 1979), US-amerikanischer Basketballspieler
- Salmons, Regina (* 1997), US-amerikanische Ruderin
- Salmonsen, Isaac (1846–1910), dänischer Buchhändler und Verleger
- Salmonsson, Johannes (* 1986), schwedisch-deutscher Eishockeyspieler
- Salmony, Alfred (1890–1958), deutscher Kunsthistoriker mit Schwerpunkt Ostasien
- Salmony, Hansjörg (1920–1991), deutscher Philosoph und Professor für Philosophie an der Universität Basel
- Salmore, Stephen (1941–2005), US-amerikanischer politischer Berater

### Salms
- Salmson, Hugo (1843–1894), schwedischer Maler

### Salmu
- Salmuth genannt Beringer, Friedrich Wilhelm von (1693–1763), preußischer Generalmajor, Verteidiger von Geldern (1757)
- Salmuth, Arthur von (1861–1937), deutscher Polizeipräsident in Berlin
- Salmuth, Curt von (1895–1981), deutscher Industrieller
- Salmuth, Georg (1555–1606), deutscher Mediziner und Leibarzt
- Salmuth, Gustav von (1832–1875), deutscher Verwaltungsjurist, Landrat in Preußen
- Salmuth, Hans von (1888–1962), deutscher Generaloberst im Zweiten WeltkriegHans von Salmuth (1888–1962)

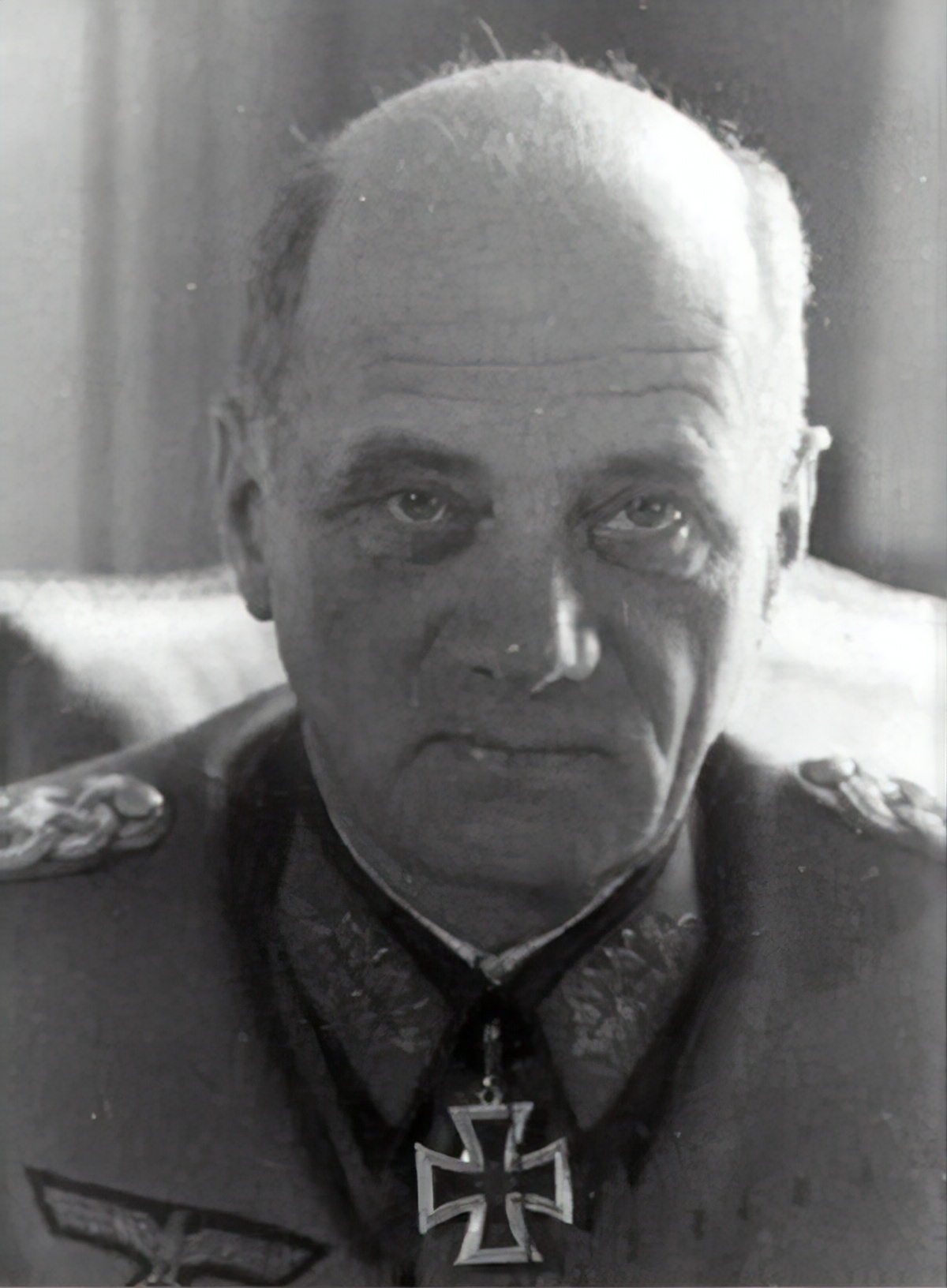
Hans von Salmuth (1888–1962)

- Salmuth, Heinrich (1522–1576), evangelischer Theologe und Superintendent in Leipzig
- Salmuth, Hermann von (1886–1924), deutscher Verwaltungsjurist
- Salmuth, Johann (1552–1622), deutscher evangelischer Theologe
- Salmuth, Johann Georg Heinrich (1762–1825), deutscher Arzt und Kammerrat
- Salmuth, Johannes Freiherr von (* 1966), deutscher Familienunternehmer
- Salmuth, Ludwig von (1821–1903), preußischer General der Kavallerie
- Salmuth, Sigismund von (1928–2018), deutscher Unternehmer
- Salmuth, Wigand von (1931–2006), deutscher Unternehmer
- Salmutter, Klaus (* 1984), österreichischer Fußballspieler